# Euphorbia cumulicola
Euphorbia cumulicola är en törelväxtart som först beskrevs av John Kunkel Small, och fick sitt nu gällande namn av Robertus Cornelis Hilarius Maria Oudejans. Euphorbia cumulicola ingår i släktet törlar, och familjen törelväxter.
Artens utbredningsområde är Florida. Inga underarter finns listade i Catalogue of Life.